# ふたりのオルケスタ
「ふたりのオルケスタ」は、久保田利伸の11枚目のシングル。1993年5月14日に発売された。発売元はSony Records。

## 背景
カップリング曲の「Our Masterpiece」は、アルバム『Neptune』からのシングルカットである。

## リリース
1993年5月14日にSony Recordsから、「夢 with You」と同時リリースされた。

### 再発盤
2005年8月24日にマキシシングルにて再発売された。

## 収録曲
| 全作詞・作曲: 久保田利伸。 |                                              |            |            |      |
| #                          | タイトル                                     | 作詞       | 作曲・編曲 | 時間 |
| 1.                         | 「ふたりのオルケスタ」                       | 久保田利伸 | 久保田利伸 | 5:11 |
| 2.                         | 「Our Masterpiece」                          | 久保田利伸 | 久保田利伸 | 4:38 |
| 3.                         | 「ふたりのオルケスタ」(オリジナル・カラオケ) | 久保田利伸 | 久保田利伸 | 5:10 |
| 合計時間:                  | 合計時間:                                    | 14:59      |            |      |

## タイアップ
| # | 曲名                   | タイアップ                | 出典  |
| - | ---------------------- | ------------------------- | ----- |
| 1 | 「ふたりのオルケスタ」 | '93 コカ・コーラ CMソング | [ 2 ] |